# Carabus menetriesi
Carabus menetriesi är en skalbaggsart som beskrevs av Arvid David Hummel 1827. Carabus menetriesi ingår i släktet Carabus, och familjen jordlöpare. Arten har ej påträffats i Sverige.